# Canaã dos Carajás
Pour les articles homonymes, voir Canaã (homonymie) et Carajas.
Canaã dos Carajás est une municipalité brésilienne située dans l'État du Pará.